# Zieloni (Holandia)
Zieloni (niderl. De Groenen, DG) – holenderska partia polityczna opierająca swoją agendę o tematy ekologiczne. Na poziomie narodowym partia nigdy nie przekroczyła progu wyborczego uprawniającego do udziału w podziale mandatów.
Partia współpracuje z Grupą Zielonych – Wolnym Sojuszem Europejskim – czwartą co do wielkości grupą polityczną Parlamentu Europejskiego.